# Let It Be
《Let It Be》(렛 잇 비)는 비틀즈의 12번째이자 마지막 앨범으로, 1970년 5월 8일, 비틀즈 소유의 애플 레코드 레이블을 달고 발매되었다.
《Let It Be》에 수록된 대부분의 곡들은 《Abbey Road》보다 앞선 1969년 초에 조지 마틴의 프로듀싱 하에 녹음되었는데, 멤버들은 이 앨범에 대해 만족스러워 하지 못했고 결국 일시적으로 발매가 보류되었다. 《Let It Be》는 후에 필 스펙터에 의해 다시 프로듀스되어 1970년에 발매, 비틀즈의 마지막 앨범이 되었다. 《Let It Be》에 대한 비평 중에는 "비틀즈의 '약점'이라 할 수 있는 앨범이다"는 것도 있지만 "비틀즈의 모든 앨범 중 최고"라는 평이 나오기도 했다.

## 배경
앨범 《Let It Be》는 원래 《Get Back》이라 이름이 붙어 있었다. 이는 폴 매카트니가 비틀즈의 초심으로 돌아가자는 뜻에서, 다시 대중들 앞에서 공연 투어를 하고자 하는 열망과 함께 붙인 것이었다. 하지만 다른 멤버들, 특히 존 레논은 이에 대해 반대했다. 그러나 이 앨범을 비틀즈의 최근 앨범들(《The Beatles》, 《Sgt. Pepper's Lonely Hearts Club Band》)에서 남발한 오버더빙과 멀티레이어 레코딩에서 탈피해서, 그들의 초기 작품에서와 같이 "스튜디오에서의 라이브"라는 컨셉을 갖고 녹음하자는 것에는 다른 멤버들도 동의했다.

## 녹음 및 제작
앨범 커버는 그들의 첫 앨범인 《Please Please Me》와 같이, EMI사(社)의 본사 건물에서 내려다 보는 모습의 사진을 채택했다. 이 사진은 훗날 컴필레이션 앨범인 《The Beatles 1967-1970》("The Blue Album"으로도 알려짐)에서 사용되었다. 키보디스트 빌리 프리스턴은 라이브 공연을 위해 고용되었다. 프리스턴은 비틀즈와 함께 2주간 일했으며, 옥상 공연에서의 공연에도 참여했다.
앨범 전체를 TV 라이브 공연을 녹음해 발매하자는 논의는 1969년 1월에 트위크넘 스튜디오에서 있었다. 당시 언론들은 비틀즈 멤버들이 런던의 라운드하우스에서 공연을 한다는 식으로(이미 예약까지 마쳤다는) 예상 보도를 했었다. 하지만 이는 성사되지 않았고 매카트니는 이 대신 로마의 원형 경기장이나 크루저 선 위(레논은 이를 "얼간이를 위한 도피처"라 빈정거렸다)에서의 공연을 제안했다. 결국 공연은 애플 레코드 건물의 옥상에서 이루어졌다. 관객은 멤버들의 측근과 애플 레코드의 직원들이었다. 이때 녹음된 곡들 중 몇 곡은 실제 앨범에 수록되었으며, 공연 전체가 녹음된 부틀렉은 한동안 부틀랙 수집가들에게 큰 인기를 끌었다.
트위크넘 스튜디오에서는 수많은 곡들이 시연되었는데 이 중에는 〈Stand By Me〉, 〈Ain't She Sweet〉, 〈Maggie Mae〉, 〈Words Of Love〉, 〈Blue Suede Shoes〉등의 커버 뿐만 아니라, 훗날 《Abbey Road》에 수록된 〈Mean Mr. Mustard〉, 〈Maxwell's Silver Hammer〉, 〈Oh! Darling〉, 〈She Came in Through the Bathroom Window〉, 〈Golden Slumbers〉등도 포함한다. 각 멤버들의 솔로 앨범에 포함된 수많은 곡들의 초기 버전들 역시 그에 포함되는데, 레논의 〈Jealous Guy〉(당시에는 "Child Of Nature"라 불리었고, 원래 《화이트 앨범》에 수록 예정이었다.)나 〈Gimme some truth〉, 해리슨의 〈All Things Must Pass〉, 〈Hear Me Lord〉, 매카트니의 〈Teddy Boy〉, 〈Junk〉(원래 《화이트 앨범》에 수록 예정이었다.) 등이 그러하다. 이러한 녹음 세션은 모두 녹화되었으며 비틀즈의 동명의 영화 《Let It Be》의 기초 자료가 되었다.
세션에 참여한 모든 사람들은 멤버들 간의 불화를 감지했으며, 비틀즈의 해체는 확실시 되었다. 비틀즈에 대한 레논의 2년여 간의 불만은 정점에 다다르고 있었고, 또한 당시 그는 헤로인에 중독되어 있었다. 레논은 비틀즈를 벗어나고 싶어 하는 열망에 사로잡혀 있었고, 그의 연인이자 예술적 동료인 오노 요코가 스튜디오에 항상 남아있던 것 역시 높아진 긴장감의 원인이었다. 비틀즈를 다시 결속시키려는 매카트니의 시도들은 다른 멤버들에겐 자신들을 통제하려는 듯 함으로 다가왔고, 이 또한 긴장을 고조시켰다. 특히 해리슨은 이러한 이유로 비틀즈에서 잠시 빠져 있기도 했다. 멤버들을 지켜보는 카메라들, 차갑고 친근하지 못한 트위크넘 스튜디오와 신(新) 애플 스튜디오 또한 이러한 느낌들에 큰 영향을 미쳤다. 이러한 이유들로 프로듀서 조지 마틴은 다음 앨범 《Abbey Road》가 더 나은 앨범이 될 것이란 확신이 들기 전까지, 다음 앨범 참여를 거절하기도 했다.

### Get Back앨범
엔지니어 글린 존스는 1969년 3월, 다소 "거친" 버전의 Get Back 앨범을 내 놓았다. 이 앨범에는 최종 발매된 앨범에 수록된 곡들도 많이 있었으며, 폴 매카트니의 〈Teddy Boy〉가 추가되어 있었다.

#### 첫 번째Get Back앨범
1969년 3월, 폴 매카트니와 존 레논은 EMI에 글린 존스를 불러들였으며 Get Back 세션에서 녹음된 곡을 마음대로 편집할 수 있게 해 주었다. 글린은 올림픽 사운드 스튜디오를 4월 3일부터 5월 28일까지 예약하고 앨범 작업을 거쳐 5월 28일 마스터 테이프를 만들었다. 그 곡목은 다음과 같다:
사이드 1
1. 〈One After 909〉
2. 〈Rocker (Instrumental)〉
3. 〈Save the Last Dance for Me〉
4. 〈Don't Let Me Down〉
5. 〈Dig a Pony〉
6. 〈I've Got a Feeling〉
7. 〈Get Back〉

사이드 2
1. 〈For You Blue〉
2. 〈Teddy Boy〉
3. 〈Two of Us〉
4. 〈Maggie Mae〉
5. 〈Dig It〉
6. 〈Let It Be〉
7. 〈The Long and Winding Road〉
8. 〈Get Back (Reprise)〉

참고:
Get Back 앨범은 원래 1969년 6월에 발매되려고 했다. 하지만 이는 9월로 연기되었으며, 이는 또 다시 《Abbey Road》의 발매로 인해 12월로 미루어졌다. 12월이 되자, 비틀즈 멤버들은 이 앨범의 발매를 영구 보류시켰다.
- 〈Rocker (Instrumental)〉, 때때로는 "Link Track"이라고도 하며 레논-매카트니 작곡이다.
- 〈Save the Last Dance for Me〉는 이 앨범의 유일한 커버 곡이다. 원곡은 독 포머스와 모트 슈먼이 작곡했으며, 더 드리프터스가 1960년 불러서 유명해졌다.

#### 두 번째Get Back앨범
1969년 12월 15일, 비틀즈는 다시 글린 존스를 만나, Get Back의 제작을 의뢰했는데, 이 때는 Get Back 세션 때 녹음된 곡 외에 새로 녹음된 곡들이 포함되었다. 1969년 12월 15일부터 1970년 1월 8일까지 믹싱 작업이 계속되었으며, 그 곡목은 다음과 같다:
사이드 1
1. 〈One After 909〉
2. 〈Rocker (Instrumental)〉
3. 〈Save the Last Dance for Me〉
4. 〈Don't Let Me Down〉
5. 〈Dig A Pony〉
6. 〈I've Got a Feeling〉
7. 〈Get Back〉
8. 〈Let It Be〉

사이드 2
1. 〈For You Blue〉
2. 〈Two of Us〉
3. 〈Maggie Mae〉
4. 〈Dig It〉
5. 〈The Long and Winding Road〉
6. 〈I Me Mine〉
7. 〈Across the Universe〉
8. 〈Get Back (Reprise)〉

참고:
글린 존스의 새 믹스에는 〈Teddy Boy〉가 빠져 있는데, 이는 Let It Be 영화에서 등장하지 않기 때문이다. (또한 그 이유로는, 폴 매카트니가 자신의 새 솔로 앨범 《McCartney》를 위해 그 노래를 다시 녹음했기 때문이기도 하다.) 여기에, 〈Across The Universe〉(1968년 6스튜디오 버전의 리믹스)가 추가되었으며, 새로 녹음된 〈I Me Mine〉(레논은 이 노래 작업에는 참여하지 않았다.)역시 포함되었다. 하지만 비틀즈 멤버들은 또다시 이 앨범을 발표하지 않았다.

### 최종 믹싱
1970년 3월, Get Back 세션 녹음 테입은 매카트니는 이를 내키지 않아 했지만, 미국인 프로듀서 필 스펙터에게 건내졌다. 필 스펙터는 이를 편집하여, 현재의 《Let It Be》를 만들어 냈다. 이와 동명의 영화 《Let It Be》는 1970년 5월 8일 발매되었다. 비틀즈 멤버들은 이때 이미 해산된 상태와 다를 바 없었다. 영화에는 멤버들간의 고조된 긴장감이 드러나는 장면 및 옥상 공연의 장면 등이 들어가 있었다.
이 앨범에 수록된 곡 중 몇 곡은 다른 정식 발매 앨범에 수록된 곡과 이 앨범에 수록된 곡 간의 차이가 있다. 이에는 각기 1969년 1970년에 싱글로 발매된, 〈Get Back〉/〈Don't Let Me Down〉과 〈Let It Be〉를 비롯해서, 〈Across the Universe〉, 〈The Long and Winding Road〉등이 해당된다.
수록곡 중 6개 트랙은 본 앨범의 원(原) 구상과 합치하기 위해서, "라이브" 형태의 곡으로 수록되었다. 〈I've Got a Feeling〉, 〈One After 909〉, 〈Dig a Pony〉은 옥상 공연에서, 〈Two of Us〉, 〈Dig It〉, 〈Maggie Mae〉은 라이브 형식의 스튜디오 세션에서 녹음된 것이다. 그러나 앨범에 수록된 〈For You Blue〉, 〈I Me Mine〉, 〈Let It Be〉, 〈The Long and Winding Road〉, 〈Get Back〉은 편집 및 오버더빙 과정을 거친 곡들이다.
폴 매카트니는 스펙터가 몇몇 노래에 가한 편집에 큰 불만감을 나타내었다. 특히, 〈The Long and Winding Road〉에 대해서 극심한 불만을 나타내었다. 매카트니는 그 곡을 간소한 피아노 발라드 곡이 되길 원했으나, 스팩터는 코러스와 오케스트라를 덧붙였다. 매카트니는 이러한 버전의 〈The Long and Winding Road〉가 발매되는걸 저지하려 했으나 실패했다. 이 사건에서 느낀 폴 매카트니의 진저리는 얼마 후 비틀즈에서 탈퇴하겠다는 그의 공개 발언에 영향을 주었다. 이후 꾸준히 비판이 제기된 스팩터의 곡 프로듀싱에 대해서 레논만이 그를 변호해 주었는데, 레논은 플레이보이와의 인터뷰에서 "스펙터는 가장 엿같은 것만 모아놓은 것에서 가치 있는 것을 창조해 내었다"고 발언했다. 2003년 11월. Get Back 세션의 의도가 담긴, 필 스펙터의 오버 더빙을 뺀 《Let It Be... Naked》가 발매됐다. 이 앨범에선 〈Dig It〉, 〈Maggie Mae〉대신 〈Don't Let Me Down〉이 수록된다.
영국에서 본 앨범은 원래 애플 레코드(보급은 EMI)에 의해 발매되었다. 이는 영화 《Let It Be》의 스틸 사진이 포함된 소책자 등이 포함된 호화로운 박스 세트로 구성되어 있었다. 이는 몇달 후에 일반 LP 구성으로 재 발매되었다.

## 곡 목록
- 특별한 언급이 없는 한 모든 곡들은 레논-매카트니 작곡이다.

| #  | 제목                                                  | 보컬          | 재생 시간 |
| -- | ----------------------------------------------------- | ------------- | --------- |
| 1. | 〈Two of Us〉                                         | 매카트니,레논 | 3:37      |
| 2. | 〈Dig a Pony〉                                        | 레논          | 3:55      |
| 3. | 〈Across the Universe〉                               | 레논          | 3:48      |
| 4. | 〈I Me Mine〉 (조지 해리슨)                           | 해리슨        | 2:26      |
| 5. | 〈Dig It〉 (존 레논/폴 매카트니/조지 해리슨/링고스타) | 레논          | 0:50      |
| 6. | 〈Let It Be〉                                         | 매카트니      | 4:03      |
| 7. | 〈Maggie Mae〉 (민요, 레논/매카트니/해리슨/스타 편곡) | 레논,매카트니 | 0:40      |

| #  | 제목                          | 보컬          | 재생 시간 |
| -- | ----------------------------- | ------------- | --------- |
| 1. | 〈I've Got a Feeling〉        | 매카트니,레논 | 3:38      |
| 2. | 〈One After 909〉             | 레논,매카트니 | 2:54      |
| 3. | 〈The Long and Winding Road〉 | 매카트니      | 3:38      |
| 4. | 〈For You Blue〉 (해리슨)     | 해리슨        | 2:32      |
| 5. | 〈Get Back〉                  | 매카트니      | 3:09      |

## 발매 기록
| 국가          | 발매일           | 음반사                   | 형식                  | 음반 번호     |
| ------------- | ---------------- | ------------------------ | --------------------- | ------------- |
| 영국          | 1970년 5월 8일   | 애플 레코드              | LP 박스세트           | PXS 1         |
| 미국          | 1970년 5월 18일  | 애플 레코드              | LP (1976년 초에 단종) | AR 34001      |
| 영국          | 1970년 11월 6일  | 애플 레코드              | LP                    | PCS 7096      |
| 미국 (재발매) | 1979년 3월       | 캐피톨 레코드            | LP                    | SW-11922      |
| 전 세계 발매  | 1987년 10월 10일 | 애플 레코드, EMI(팔로폰) | CD                    | CDP 7 46447 2 |
| 일본          | 1998년 3월 11일  | 도시바-EMI               | CD                    | TOCP 51123    |
| 일본          | 2004년 1월 21일  | 도시바-EMI               | 리마스터드 LP         | TOJP 60143    |